# Finales de la NBA de 2001
Las Finales de la NBA de 2001 fueron las series definitivas de los playoffs del 2001 y suponían la conclusión de la temporada 2000-01 de la NBA. Los Angeles Lakers de la Conferencia se enfrentarían a los Philadelphia 76ers de la Conferencia Este por el título, con los Lakers manteniendo la ventaja de campo. Estas series se disputarían al mejor de siete partidos, esto quiere decir que el primer equipo en conseguir cuatro victorias conseguiría el campeonato.
Los Lakers ganarían las series 4 partidos a 1. El pívot de los Lakers Shaquille O'Neal fue nombrado MVP de las Finales.
Allen Iverson anotó 48 puntos en su única victoria en unas finales, cuando los Sixers ganaron el primer partido en una frenética prórroga por 107-101. Pero los Lakers ganarían los cuatro siguientes partidos. En el tercer partido Robert Horry consiguió un triple en el último minuto que acabaría con las posibilidades de los de Philadelphia, y en los dos siguientes partidos los Lakers usuarían su gran acierto exterior para aumentar las diferencias impidiendo a los 76ers soñar con una remontada, venciendo en los partidos 4 y 5 con una diferencia superior a diez puntos.

## Resumen
Philadelphia 76ers (1) vs. Los Angeles Lakers (4)
| Partido | Resultado                                          | Fecha       | Localización       | Asistencia | Serie |
| ------- | -------------------------------------------------- | ----------- | ------------------ | ---------- | ----- |
| 1       | Philadelphia 76ers – 107, Los Angeles Lakers – 101 | 6 de junio  | Staples Center     | 18,997     | 1-0   |
| 2       | Philadelphia 76ers – 89, Los Angeles Lakers – 98   | 8 de junio  | Staples Center     | 18,997     | 1-1   |
| 3       | Los Angeles Lakers – 96, Philadelphia 76ers – 91   | 10 de junio | First Union Center | 20,900     | 1-2   |
| 4       | Los Angeles Lakers – 100, Philadelphia 76ers – 86  | 13 de junio | First Union Center | 20,896     | 1-3   |
| 5       | Los Angeles Lakers – 108, Philadelphia 76ers– 96   | 15 de junio | First Union Center | 20,890     | 1-4   |

## Resumen de los partidos

### Partido 1
| 6 de junio                        | Philadelphia 76ers | 107–101                  | Los Angeles Lakers | |  |  |
|                                   | |                          | | |  |  |
|                                   | Estadísticas Allen Iverson 48 Mutombo 16; Aaron McKie 7 Aaron McKie 9; Allen Iverson 6 Robos: Allen Iverson 5; Raja Bell 2 | Recap Pts Reb Asts Otros | Estadísticas Shaquille O'Neal 44; Rick Fox 19 O'Neal 20; Fox 7 Bryant 5; Fox 5; O'Neal 5 Robos: Tyronn Lue 5; Horry 2 | Pabellón: Staples Center, Los Ángeles Árbitros: - Dick Bavetta - Ron Garretson - Joe Crawford Televisión: ABC |  |  |
| Los 76ers lideraban la serie, 1-0 | |                          | | |  |  |
|                                   | |                          | | |  |  |

### Partido 2
| 8 de junio                       | Philadelphia 76ers | 89–98                    | Los Angeles Lakers                                                                              | |  |  |
|                                  | |                          |                                                                                                 | |  |  |
|                                  | Estadísticas Allen Iverson 48; Mutombo 16 Mutombo 13; Aaron McKie 6 Aaron McKie 6; Eric Snow 4 Tapones: Tyrone Hill 3 | Recap Pts Reb Asts Otros | Estadísticas Kobe Bryant 19; O'Neal 28 O'Neal 20; Bryant 8 O'Neal 9; Bryant 6 Tapones: O'Neal 8 | Pabellón: Staples Center, Los Ángeles Árbitros: - Steve Javie - Bernie Fryer - Ronnie Nunn Televisión: ABC |  |  |
| Los Angeles empató la serie, 1-1 | |                          |                                                                                                 | |  |  |
|                                  | |                          |                                                                                                 | |  |  |

### Partido 3
| 10 de junio                        | Los Angeles Lakers | 96–91                    | Philadelphia 76ers                                                                                | |  |  |
|                                    | |                          |                                                                                                   | |  |  |
|                                    | Estadísticas Kobe Bryant 32; O'Neal 30 O'Neal 12; Horace Grant 7 Horry 3; Shaw 3; Bryant 3 Tiros 3P: Robert Horry 3/3 | Recap Pts Reb Asts Otros | Estadísticas Allen Iverson 35; Mutombo 23 Mutombo 12; Allen Iverson 12 Aaron McKie 8; Eric Snow 5 | Pabellón: Wachovia Center, Filadelfia Árbitros: - Bennett Salvatore - Bob Delaney - Dan Crawford Televisión: ABC |  |  |
| Los Angeles lideraba la serie, 2-1 | |                          |                                                                                                   | |  |  |
|                                    | |                          |                                                                                                   | |  |  |

### Partido 4
| 13 de junio                        | Los Angeles Lakers | 100–86                   | Philadelphia 76ers | |  |  |
|                                    | |                          | | |  |  |
|                                    | Estadísticas Shaquille O'Neal 34; Kobe Bryant 19 Shaquille O'Neal 14; Kobe Bryant 10 Kobe Bryant 9; O'Neal 5 Tiros 3P: Robert Horry 3/3 | Recap Pts Reb Asts Otros | Estadísticas Allen Iverson 35; Mutombo 19 Mutombo 9; Tyrone Hill 7 Allen Iverson 4; Eric Snow 4 Nota: Philadelphia sólo anotó un triple en todo el partido | Pabellón: Wachovia Center, Filadelfia Árbitros: - Hugh Evans - Jack Nies - Eddie F. Rush Televisión: ABC |  |  |
| Los Angeles lideraba la serie, 3-1 | |                          | | |  |  |
|                                    | |                          | | |  |  |

### Partido 5
| 15 de junio                    | Los Angeles Lakers | 108–96                   | Philadelphia 76ers                                                                                  | |  |  |
|                                | |                          | | |  |  |
|                                | Estadísticas O'Neal 29; Bryant 26; Fox 20; Shaquille O'Neal 13; Kobe Bryant 12 Rick Fox 6; O'Neal 29; Bryant 26 T.Libres: Bryant 10/11; O'Neal 9/19 | Recap Pts Reb Asts Otros | Estadísticas Iverson 37; Hill 18; Mutombo 13 Tyrone Hill 13; Mutombo 11 Eric Snow 12; Aaron McKie 5 | Pabellón: Wachovia Center, Filadelfia Árbitros: - Dick Bavetta - Bernie Fryer - Joe Crawford Televisión: ABC |  |  |
| Los Angeles ganó la serie, 4-1 | |                          | | |  |  |
|                                | |                          | | |  |  |